# Goniomma
Goniomma es un género de insectos del orden Hymenoptera, familia Formicidae, descrito por Carlo Emery en 1895. Es una hormiga de pequeño tamaño.

## Descripción
El género se distingue por los ojos lenticulares bajo la línea media de la cabeza, tras la boca, y su propodeo biespinado. Posee 12 artejos en sus antenas. Existen dos grupos diferenciados, grupo blanci, con los ojos casi pegados a la inserción mandibular, y el grupo no-blanci, con los ojos más separados.

## Especies
Las siguientes especies pertenecen al género Goniomma:
Grupo blanci
- Goniomma blanci
- Goniomma kugleri

Grupo no-blanci
- Goniomma baeticum
- Goniomma collingwoodi
- G. compressiquama
- Goniomma decipiens
- Goniomma hispanicum

## Biología
Granívora, recolecta de forma individual. Anida en el suelo.

## Distribución
Mediterráneo Occidental. En la península ibérica, por el sur y este.